# 気がつけば あなた
「気がつけば あなた」（きがつけば あなた）は、松浦亜弥の17枚目のシングル。2005年9月21日に発売された。

## 概要
本人出演のキリンビバレッジ「午後の紅茶」CMソング。
当初は「気がつけば いつも 〜Take me please〜」というCM専用に作られた楽曲で、歌詞・メロディーともにサビの部分（30秒前後）しかなかった。CM放映直後から大きな反響があり、CD化の要望が高まったことからフルコーラス版が作られた。
歌の制作者であるつんく♂曰く、「テーマとして『サビが終結編で、Aメロは序章編　 Bメロは旅情編』とさかのぼって作っていくことにした」とし、「テーマが見えてからの工程は自分の中では、かなりスムーズだったと記憶しています」。
後にプロデューサーのつんく♂がアルバム『V3〜青春カバー〜』にてセルフカバーをしており、原曲を歌った松浦がコーラスで参加している。
初回盤のみDVD付き（松浦の作品では初）。DVD自体が松浦亜弥のオールナイトニッポンになっていて、事前に番組内で募った「あなたの『気がつけば』」のメールを紹介すると言う内容。
ジャケット写真には「午後の紅茶」の広告と同一の写真を使用。初回盤はストレートティー、通常盤はミルクティーを持っている。

## 収録曲
（全作詞・作曲：つんく）
1. 気がつけば あなた [4:31]
編曲：鈴木Daichi秀行・名越由貴夫
2. 友情 〜上カルビ〜 [3:32]
編曲：鈴木Daichi秀行
3. 気がつけば あなた（Instrumental） [4:31]

## 参加ミュージシャン
気がつけば あなた
- プログラミング&ギター：鈴木Daichi秀行
- エレクトリック&アコースティックギター：こーじ
- ドラム：オグ

友情 〜上カルビ〜
- プログラミング&ギター：鈴木Daichi秀行
- コーラス：松浦亜弥